# Enrico Giusti
Enrico Giusti (Priverno, 28 ottobre 1940 – Firenze, 26 marzo 2024) è stato un matematico e fisico italiano.

## Biografia
Enrico Giusti si laureò in fisica nel 1963 all'Università La Sapienza di Roma. Nel 1978 l'Unione Matematica Italiana gli conferì il Premio Caccioppoli; nel 1999 ricevette la medaglia per la matematica dell'Accademia Nazionale delle Scienze. Per la sua attività di divulgatore scientifico nel 2017 ricevette il premio "Villa Vogel Cultura" e nel 2018 il premio "Pianeta Galileo".
Iniziò la sua carriera accademica come ricercatore presso l'Università di Pisa, collaborando con Ennio De Giorgi e Enrico Bombieri.
Giusti insegnò analisi matematica in qualità di professore straordinario prima e ordinario poi, nelle università di L'Aquila, Trento, Pisa e Firenze. Svolse inoltre attività di ricerca e di insegnamento presso l'Università della California, la Stanford University e l'Australian National University di Canberra. Le sue ricerche riguardarono, nella prima parte della sua carriera, principalmente il settore del calcolo delle variazioni, con particolare riferimento alla teoria delle superfici minime, e alla teoria della regolarità per le equazioni alle derivate parziali. In seguito, i suoi interessi si rivolsero prevalentemente alla storia della matematica. 
Si occupò anche di promuovere e gestire Il Giardino di Archimede, il primo museo interamente dedicato alla matematica. Nel 2003, quale direttore del museo, ricevette il Premio Capo D'Orlando nella sezione Management culturale.

## Attività scientifica e risultati
Enrico Giusti, anche in collaborazione con alcuni dei maggiori esperti di Calcolo delle variazioni, ottenne importanti risultati nel campo della regolarità delle superfici minime, delle soluzioni di sistemi di equazioni alle derivate parziali, e dei minimi di funzionali integrali del Calcolo delle Variazioni.
In collaborazione con Enrico Bombieri e Ennio De Giorgi dimostrò l'impossibilità di estendere il Teorema di Bernstein (che afferma che un grafico minimale completo nello spazio è obbligatoriamente un iperpiano) al caso di dimensione maggiore di otto. In questo lavoro, gli autori, partendo dall'analisi di certi coni localmente stabili, detti "coni di Simons" e precedentemente introdotti da James Harris Simons, dimostrarono alcune proprietà di minimalità degli stessi coni ed anche che il Teorema di Bernstein non si estende allo Spazio euclideo di dimensione maggiore di otto. Precedentemente, lo stesso Bernstein, Fleming, De Giorgi e Simons dimostrarono la validità del teorema di Bernstein nello spazio Euclideo fino alla dimensione otto. Il risultato di Bombieri, De Giorgi e Giusti ebbe grande eco nella comunità matematica mondiale, e il lavoro sulle superfici minime venne riconosciuto nella motivazione della Medaglia Fields conferita a Enrico Bombieri nel 1974.
In collaborazione con Mario Miranda, Giusti diede importanti contributi alla comprensione del problema della regolarità e delle singolarità di soluzioni dei sistemi di equazioni a derivate parziali di tipo ellittico. Nel 1968 venne pubblicato un esempio dimostrante l'esistenza di minimi irregolari di funzionali vettoriali ellittici con integranda analitica. Nel 1969 invece, apparve il primo risultato (insieme a quello di C.B. Morrey Jr., pubblicato nello stesso anno) di regolarità parziale per soluzioni di sistemi ellittici. Il nuovo punto di vista introdotto fu che, malgrado le soluzioni presentino in generale singolarità, esse sono invece regolari al di fuori di un insieme chiuso, detto appunto "insieme singolare", di Dimensione di Hausdorff piccola ed eventualmente stimabile.
Nel 1972 ottenne, in collaborazione con Enrico Bombieri, un risultato generale sulla validità della disuguaglianza di Harnack per soluzioni di equazioni ellittiche definite su superfici minime.
Nel 1978 diede una condizione necessaria e sufficiente per la risolubilità della classica equazione delle superfici di assegnata curvatura media su un dominio limitato, indipendentemente dalle condizioni al bordo scelte per la soluzione. La condizione trovata, di sorprendente semplicità, prescrive che l'integrale della curvatura sia minore della misura del bordo per ogni sottodominio di quello di partenza.
Tra la fine degli anni settanta e l'inizio degli anni ottanta, in un'importante serie di lavori con Mariano Giaquinta, Giusti ottenne un complesso di risultati che portarono alla sorprendente conclusione che un certo tipo di regolarità dei minimi di funzionali del Calcolo delle Variazioni persiste anche in assenza delle classiche proprietà di regolarità del funzionale stesso. Questi risultati gettarono nuova luce sul classico diciannovesimo problema di Hilbert, che connette la regolarità del funzionale alla regolarità dei minimi. Simili risultati furono raggiunti per soluzioni di sistemi di equazioni ellittiche con coefficienti non differenziabili.
Enrico Giusti fu inoltre autore di due importanti monografie ("Minimal surfaces and functions of bounded variation" e "Direct methods in the calculus of variations") ritenute di riferimento per problemi riguardanti le superfici minime e la regolarità nel Calcolo delle Variazioni.
Negli ultimi anni gli interessi di Giusti si spostarono verso la storia della matematica. Giusti scrisse inoltre alcuni fortunati libri di testo di Analisi Matematica e di tipo divulgativo.

## Opere
- (EN) Enrico Giusti, Bonaventura Cavalieri and the Theory of Indivisibles, Bologna, Cremonese, 1980.
- (EN) Enrico Giusti, Minimal surfaces and functions of bounded variation, Monographs in Mathematics, 80. Birkhäuser Verlag, Basel, 1984. ISBN 0-8176-3153-4
- Enrico Giusti (a cura di) Galileo Galilei, Discorsi e dimostrazioni matematiche su due nuove scienze, Torino, Einaudi 1990
- Enrico Giusti, Analisi matematica 1, Bollati Boringhieri 2002. ISBN 9788833956848
- (EN) Enrico Giusti, Direct methods in the calculus of variations, World Scientific Publishing Co., Inc., River Edge, NJ, 2003. ISBN 981-238-043-4
- Enrico Giusti, La matematica in cucina, Bollati Boringhieri 2004. ISBN 9788833915272
- Enrico Giusti, Piccola storia del calcolo infinitesimale dall'antichità al Novecento Ist. Editoriali e Poligrafici, 2007. ISBN 8881474565